# Smalle stekelvaren
De smalle stekelvaren (Dryopteris carthusiana) is een overblijvende varen uit de niervarenfamilie (Dryopteridaceae). De soort is vooral te vinden in vochtige loof- en naaldbossen.

## Beschrijving
De plant heeft een kortkruipende wortelstok waaruit enigszins slordige, trechtervormige bundels bladeren groeien. Dit beeld wordt nog versterkt doordat de wortelstok vaak vertakt is zodat meerdere bundels dicht op elkaar groeien. De bladeren worden 40-60(-90) cm lang en doorgaans 10-15 cm breed, hebben een lange bladsteel en overwinteren merendeels niet. Ze zijn lichtgroen, variabel van vorm en tot drievoudig geveerd. De weinige schubben op de steel zijn eenkleurig lichtbruin en doorzichtig. De sori zijn relatief klein en het indusium draagt geen klieren.
Planten die groeien op lichte, moerassige plaatsen hebben soms bladeren die stijf rechtop staan met de pinnae horizontaal gedraaid.

## Ecologie
De smalle stekelvaren is minder kieskeurig dan de meeste andere soorten van het geslacht. In open gebied prefereert hij moerassige, voedselarme tot matig voedselrijke, zure tot zwak zure bodem. Hij is meestal te vinden in loof- en naaldbossen, langs beken en sloten, op kapvlaktes, langs houtkanten en op puinhellingen. Soms ook in heel natte plaatsen zoals broekbossen, rietland en veenmoerassen. In bewoonde gebieden groeit hij soms op oude muren. Ook is hij te vinden op dijken met beschoeiing van basalt. De soort verdraagt enige beschaduwing zonder veel verlies van groeikracht, maar neemt de lichtsterkte af tot minder dan 25% van het daglicht dan kwijnt hij weg. De plant past zich aan aan weinig licht door het vormen van dunnere en grotere bladeren.
De gametofyten van deze soort komen gemakkelijk tot zelfbevruchting. Daardoor kan een enkele ontkiemde [spore] al een nieuwe populatie vormen en is de soort in staat snel nieuwe gebieden te koloniseren.
De wortelstok is in staat bosbranden te overleven en de plant is in staat brandvlaktes snel te bevolken. Van de drie Europese stekelvarens is dit de snelst groeiende, maar ook de minst schaduwtolerante.
De smalle stekelvaren heeft vaak een arbusculaire mycorrhiza (Arum-type en Paris-type), maar is er niet van afhankelijk. De plant wordt graag gegeten door herten en vee.

## Voorkomen
De smalle stekelvaren komt voor in gematigde streken van het noordelijk halfrond, van Noord-Amerika via Europa tot in Siberië. In België komt de soort algemeen voor op zandgronden, maar is deze zeldzamer in het kustgebied. In Nederland is de plant algemeen, behalve op kleigrond.
De smalle stekelvaren wordt in België en in Nederland niet bedreigd, maar Britse auteurs melden en sterke afname gedurende de 20e eeuw, toegeschreven aan het droogleggen van wetlands.

## Gelijkende soorten
De smalle stekelvaren lijkt zeer sterk op jonge exemplaren van zijn verwant de brede stekelvaren. In bossen komen beide soorten op dezelfde standplaatsen naast elkaar voor.
De bladen van de smalle stekelvaren zijn meestal smaller en ijler, de kleur lichter, de steel langer. De bladen zijn meestal wat stijver, die van de Brede stekelvaren hangen over. Maar deze kenmerken zijn alleen duidelijk bij volgroeide exemplaren. Het meest onderscheidende kenmerk is de licht-beschubde bladsteel met eenkleurige schubben van de smalle stekelvaren tegenover de dichtbeschubde bladsteel met tweekleurige schubben van de brede stekelvaren. De brede stekelvaren heeft klieren vaak klieren op de bladdelen en het indusium.

## Verwantschap
De smalle stekelvaren is een allotetraploïde soort, ontstaan uit een kruising tussen twee diploïde soorten. De eerste oudersoort is de Noord-Amerikaanse D. intermedia. Deze is ook een van de oudersoorten (of een zeer nauwe verwant ervan) van de brede stekelvaren, wat verklaart waarom zij zoveel op elkaar lijken.
De andere oudersoort is nog niet met zekerheid vastgesteld en is mogelijk uitgestorven. Kandidaten zijn D. ludoviciana en D. tokyoensis
resp. de hypothetische soort D. stanley-walkeri, ook bekend onder de niet als soortnaam gepubliceerde naam "D. semicristata". Wel is het duidelijk dat deze tweede ook een van de oudersoorten van de kamvaren is.
Er zijn bastaarden gevonden van de smalle stekelvaren met negen andere soorten, waaronder de brede stekelvaren (=D. ×deweveri) en met de kamvaren (=D. ×uliginosa).

## Eigenschappen
De plant bevat floroglucinolen en flavonoïden. De meeste floroglucinolen hebben een wormafdrijvende werking, vandaar de Duitse naam "Wurmfarn".